# Scarface: Człowiek z blizną
Scarface: Człowiek z blizną (ang. Scarface: The World is Yours) – komputerowa gra akcji stworzona przez kanadyjskie studio Radical Entertainment i wydana w 2006 roku przez Vivendi. Jej premiera odbyła się na platformach Windows, PlayStation 2, Xbox i Wii. Scarface jest kontynuacją filmu Człowiek z blizną w reżyserii Briana De Palmy z Alem Pacino w roli głównej.
W grze gracz kieruje postacią Kubańczyka Tony'ego Montany, głównego bohatera filmu. Wbrew zakończeniu oryginału Montanie udaje się przeżyć atak wrogiej rodziny mafijnej. Próbuje on na nowo odbudować swoją pozycję w półświatku Miami. Gracz może wykonywać zlecenia różnych postaci świata przestępczego od rozbojów po handel narkotykami, aczkolwiek zgodnie z zasadą otwartego świata sposób rozwoju kariery przestępczej zależy od gracza.